# 马达加斯加 (2005年电影)
《馬達加斯加》（英語：Madagascar）是一部於2005年上映的美國電腦動畫喜劇冒險片，由梦工厂动画公司製作，夢工廠發行，《馬達加斯加系列》的第一部作品，該部電影由埃里克·达奈尔及汤姆·麦格拉斯執導。這部電影圍繞著一群來自中央公園動物園的動物，當他們發現自己被困在島上後的冒險故事，配音陣容包括班·史提勒、基斯·洛克、珍達·娉琦·史密夫、大衛·史威默、沙查·巴隆·科恩、塞德里克·凱爾斯、安迪·里希特等人。
《馬達加斯加》於2005年5月27日上映，受到評論家褒貶不一的評價，但在票房上取得了成功，成為2005年票房第六高的電影。並因電影的成功製作了續集《馬達加斯加2》和《馬達加斯加3：歐洲大圍捕》；衍生電影《馬達加斯加爆走企鵝》幾部短片、電視劇和特別節目；以及許多電子遊戲、主題公園景點和現場舞台表演等。

## 剧情
故事起源於美國紐約市曼哈頓區的中央公園動物園。斑馬馬蹄一直夢想著要去他夢寐以求的大草原，因為牠已經十歲了而覺得在動物園生活總是一成不變，後來四隻企鵝企圖逃離動物園到野外而挖地洞卻挖到馬蹄那裡，牠覺得企鵝們一心想逃離動物園內心受到動搖，雖然生長在動物園完全不愁吃和住，卻仍然一心想要體驗自然狂野生活，晚上三個好朋友幫馬蹄慶生，卻覺得他想去野外的願望感覺不妥，馬蹄對牠們詢問一生都沒見識過動物園以外的世界難道不會感到難過嗎？但牠們回答不會，河馬莉要求愛力獅藉此好好安慰馬蹄就回去睡覺了，愛力獅和馬蹄談過之後馬蹄打算要愛力獅和牠一起到野外，趁今天晚上去到明天早上之前再回來動物園就不會有任何人知道，但愛力獅認為馬蹄只是在開完笑就回去睡覺了，但馬蹄還是渴望到野外去，於是不辭而別離開了中央公園動物園。當長頸男發現馬蹄不見時，愛力獅和河馬莉嚇出一身冷汗之外，決定在三更半夜摸黑溜出動物園，趕緊在動物園管理員還沒發現之前，展開尋找馬蹄的行動。兩隻黑猩猩梅森和菲爾也趁機尾隨牠們離開動物園，不料馬蹄找到後，愛力獅、馬蹄、長頸男、河馬莉、四隻企鵝及兩隻黑猩猩均遭保安警察及動物大隊逮捕，被麻醉槍射昏。
牠們本應將送往東非肯尼亞野生動物保護區，但四隻企鵝控制貨輪前往南極洲而「劫船」。因船轉彎失控，離心力效應将四隻動物甩飛出船外落海。紛紛的漂流到了牠們不知道的島嶼，最後四隻動物再次相會。發現島上的眾多狐猴及馬島長尾狸貓才知道，牠們來到了野外。愛力獅在沙灘上劃出界線禁止馬蹄過來牠們的領域，後來長頸男和河馬莉紛紛過去馬蹄那裡玩耍，愛力獅決定誠心跟馬蹄道歉而加入「野外之家」，馬蹄準備串燒海藻給牠們享用，長頸男和河馬莉吃的津津有味但卻不符合愛力獅的胃口，另外還有夜間的星空觀賞，牠們觀賞星空的同時來了一顆流星，愛力獅向它許願想要牛排，結果牠把馬蹄看成牛排而去舔牠，卻以數馬蹄身上的黑白條紋蒙混過去。
狐猴們趁機將熟睡的四隻動物搬到牠們的王國並且熱情的歡迎愛力獅牠們來到「馬達加斯加」，之後愛力獅和馬蹄在草原上奔跑但馬蹄認為狮子應該用四隻腳跑步，藉此發揮狮子真正的野性。結果被完全激發身為食肉動物野性的愛力獅將狐猴們、馬蹄、長頸男和河馬莉看成牠喜歡吃的牛排，甚至差點吃了自己的朋友。馬蹄、長頸男和河馬莉死裡逃生後親身領悟「弱肉強食的自然法則」的真正意義而且也是考驗牠們的友情羈絆。後來聽到船的聲音而向其求救，但卻是企鵝們開的船，後來馬蹄循著愛力獅的腳印找到了牠，但自己也被一大群馬島長尾狸貓盯上而逃命，長頸男和河馬莉救了馬蹄後也跟著逃命，企鵝們加入和馬島長尾狸貓爭鬥仍然處於劣勢，但愛力獅突然出現使爭鬥有了轉機，並成功趕跑一大群馬島長尾狸貓。後來四隻動物搭船準備到處遊玩但是船已經沒汽油了，故事結束。

## 配音員
| 配音                                     | 配音   | 配音   | 角色                                     |
| 英版                                     | 台版   | 港版   | 角色                                     |
| ---------------------------------------- | ------ | ------ | ---------------------------------------- |
| 班·史提勒                                | 郭子乾 | 鄭中基 | 愛力獅（Alex）                           |
| 基斯·洛克                                | 張兆志 | 方力申 | 馬蹄（Marty）                            |
| 大卫·史威默                              | 九孔   | 詹瑞文 | 長頸男（Melman）                         |
| 潔達·蘋姬·史密斯                         | 寇乃馨 | 田蕊妮 | 河馬莉（Gloria）                         |
| 沙查·巴隆·科恩                           | 夏治世 | 辛偉強 | 朱利安國王（King Julien）                |
| 塞德里克·凱爾斯                          | 李香生 | 黃志明 | 大毛（Maurice）                          |
| 安迪·里希特                              | 林美秀 | 張振聲 | 小毛（Mort）                             |
| 汤姆·麦格拉斯                            | 陳國偉 | 譚漢華 | 老大（Skipper）                          |
| 克里斯·米勒                              | 吳東原 | 陳旭明 | 卡哇伊（Kowalski）                       |
| 杰弗瑞·卡森伯格                          | 林士程 | 張振聲 | 涼快（Rico）                             |
| 克里斯多夫·奈茨                          | 劉傑   | 李建良 | 菜鳥（Private）                          |
| 康瑞德·弗寧                              | 孫中台 | 黎家希 | 梅森（Mason）                            |
| 埃里克·達奈爾 湯姆·麥葛瑞斯              |        |        | （The Fossa）                            |
| 埃里克·達奈爾 大衛·P·史密斯              |        |        | （lemurs）                               |
| 艾莉莎·嘉布瑞利                          | 崔幗夫 | 譚淑英 | 奶奶（Nana）                             |
| 鮑勃·薩格                                |        |        | （An unspecified off-screen zoo animal） |
| 大衛·考吉爾                              |        |        | 警馬（Police Horse）                     |
| 史帝芬·阿坡托拉斯 （Stephen Apostolina） | 劉傑   |        | 警察（Police Officer）                   |

## 相关产品
- 續集《馬達加斯加2》
- 圣诞特别短篇电影《聖誕快樂:馬達加斯加（英语：Merry Madagascar）》
- 马达加斯加 (原声碟)
- 马达加斯加 (视频游戏)

## 外部連結
- 官方网站
- Tohby Riddle - Author of the story: "The Great Escape from City Zoo"
- 大卡通資料庫上《马达加斯加》的資料（英文）

- 爛番茄上《马达加斯加》的資料（英文）
- 豆瓣电影上《马达加斯加》的資料 （简体中文）
- Metacritic上《马达加斯加》的資料（英文）
- Box Office Mojo上《马达加斯加》的資料（英文）
- AllMovie上《马达加斯加》的资料（英文）
- 互联网电影数据库（IMDb）上《马达加斯加》的资料（英文）

| 香港 ViuTV 週六好戲勢（20:30-22:15） | 香港 ViuTV 週六好戲勢（20:30-22:15）                       | 香港 ViuTV 週六好戲勢（20:30-22:15） |
| ------------------------------------ | ---------------------------------------------------------- | ------------------------------------ |
|                                      | 荒失失奇兵 （2021年10月30日）                              |                                      |
| 大佬可以退貨嗎？ （2021年10月16日）  | Chill Club The New Vibes （20:30-22:15） （2021年11月6日） |                                      |